# Kangaslampi
Kangaslampi var en kommun i landskapet Norra Savolax i Finland. Kommunen hade 1 594 invånare (2004), på en yta av 412,93 km².
Den 1 januari 2005 slogs Kangaslampi samman med Varkaus stad.
Kangaslampi var enspråkigt finskt.

## Administrativ historik
Kommunen tillhörde ursprungligen Södra Savolax landskap men överfördes 1 januari 2002 till Norra Savolax landskap.